# Wilson (Metro de Chicago)
Wilson es una estación en la línea Roja del Metro de Chicago. La estación se encuentra localizada en 4620 North Broadway en Chicago, Illinois. La estación Wilson fue inaugurada el 31 de mayo de 1900.  La Autoridad de Tránsito de Chicago es la encargada por el mantenimiento y administración de la estación.

## Descripción
La estación Wilson cuenta con 1 plataforma central, 1 plataforma lateral auxiliar y 4 vías.

## Conexiones
La estación es abastecida por las siguientes conexiones: 
- Rutas del CTA Buses: #36 Broadway #78 Montrose #145 Wilson/Michigan Express #148 Clarendon/Michigan Express